# Gymnophaps
Gymnophaps (bồ câu núi) là một chi chim trong họ Columbidae.
Chúng được tìm thấy trên các hòn đảo ở phía đông Indonesia và Melanesia, nơi chúng sinh sống trên đồi và rừng trên núi. Chúng chủ yếu có bộ lông màu xám, trắng hoặc nâu hạt dẻ, đặc điểm nổi bật nhất của chúng là có vùng da đỏ tươi quanh mắt. Chim trống và chim mái hầu hết trông giống nhau, nhưng chim bồ câu núi Papua có biểu hiện lưỡng hình giới tính nhẹ. Chim bồ câu núi thường sống thành đàn và thường được xuất hiện trong các đàn ít nhất từ 10–40 con, mặc dù một số loài có thể tạo thành đàn hơn 100 cá thể. Chúng thường yên lặng và không phát ra nhiều tiếng kêu. Tuy nhiên, chúng phát ra tiếng rít đặc biệt trong khi rời khỏi địa điểm đậu ở cao độ cao để kiếm ăn vào buổi sáng.
Chi này được nhà động vật học người Ý Tommaso Salvadori mô tả ban đầu vào năm 1874 1874 khi ông mô tả loài bồ câu núi Papua (Gymnophaps albertisii), là loài điển hình của chi. và hiện có 4 loài. Các loài khá tách biệt (có các quần thể cách biệt về mặt địa lý) và tạo thành một siêu loài duy nhất. Chim bồ câu núi là loài sống trên cây (sống trên cây) và ăn nhiều loại trái cây như sung và thuốc, chủ yếu kiếm thức ăn trong tán cây. Tổ có thể có hai loại: loại thứ nhất là chỗ trũng cạn ở nền rừng hoặc thảm cỏ ngắn, loại thứ hai là bệ bằng que đặt trên cây cao vài mét. Mỗi tổ có một quả trứng màu trắng duy nhất. Cả bốn loài đều được liệt kê là loài ít quan tâm trong sách đỏ IUCN.
Chim bồ câu núi đã được ghi nhận là bị ký sinh bởi rận lông Columbicola galei. Họ cũng có thể bị săn đuổi bởi đại bàng lùn.

## Các loài
- Gymnophaps albertisii
- Gymnophaps mada
- Gymnophaps stalkeri
- Gymnophaps solomonensis